# Hans Conrad von Gemmingen
Hans Conrad von Gemmingen (* um 1585; † 2. Juli 1632) war Grundherr in Widdern und Maienfels. Er begründete den Zweig Widdern-Maienfels innerhalb des 1. Astes (Bürg) in der III. Linie (Neckarzimmern/Bürg) der Freiherren von Gemmingen.

## Leben

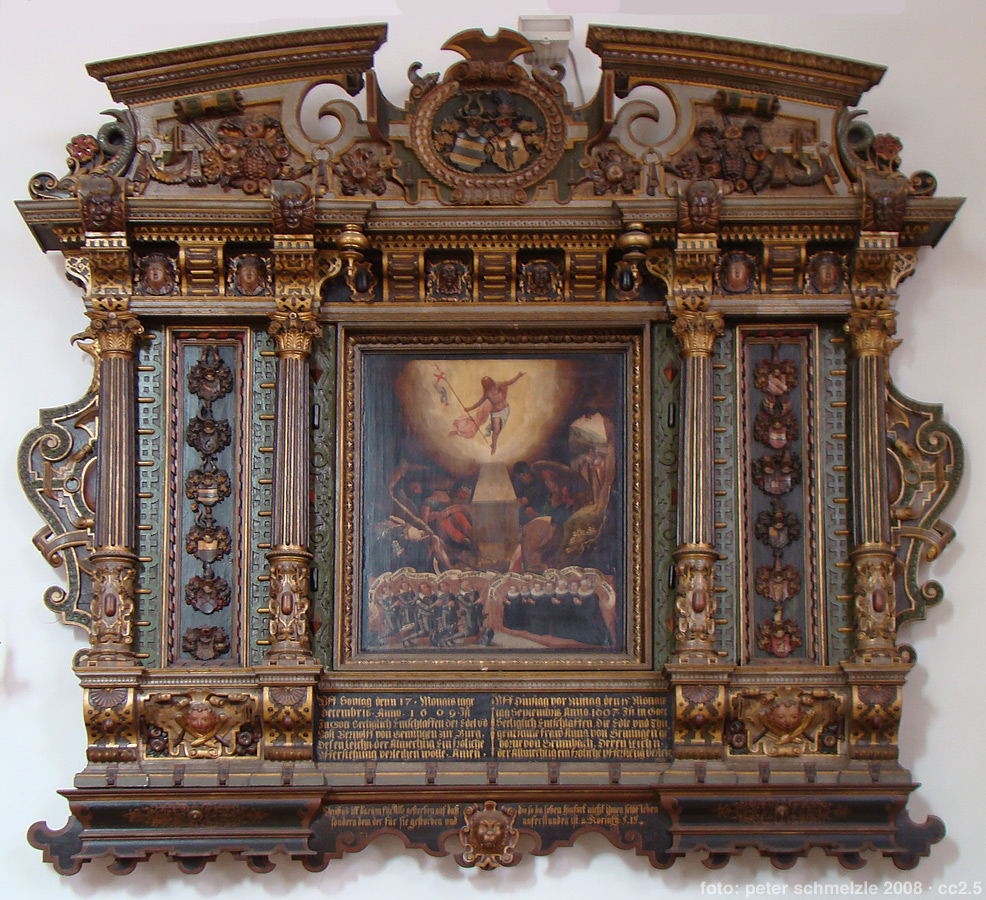
Epitaph für Bernolph von Gemmingen und seine Frau Anna von Grumbach in der Nikolauskirche in Neuenstadt am Kocher, wo unter den Söhnen auch Hans Conrad abgebildet ist

Er war ein Sohn von Bernolph von Gemmingen († 1609) und von Anna von Grumbach († 1607). Bei der Teilung des väterlichen Erbes erhielt er 1629 Widdern und Maienfels, während Bürg und Presteneck an seinen Bruder Eberhard († 1632) fielen. Er lebte eine Zeit in Widdern, wo sich das Gemmingensche Haus 1629 noch im Rohbau befand und wo er noch zwei Krautgärten erwarb, die er jedoch bei seinem bald erfolgten Umzug nach Maienfels mit seinem Bruder Hans Philipp († 1635) tauschte.

## Familie
Er war verheiratet mit Ursula Katharina von Grumbach, die am 22. August 1607 verstarb, ohne dass der einjährigen Ehe Kinder entstammten. 1614 ging er eine zweite Ehe mit Sibylla Maria von Helmstatt (1586–1663) ein. Bei seinem Tod waren die ihn überlebenden Kinder alle noch minderjährig und wurden unter Vormundschaft gestellt. Sohn Philipp Christoph erbte Maienfels, starb aber 1660 ohne Nachkommen, so dass sich der Besitz in Widdern und Maienfels wieder auf dem jüngeren Sohn Hans Albrecht (1624–1685) bündelte.

## Nachkommen
- Reinhard Friedrich (1617–1632)
- Philipp Conrad (*/† 1619)
- Philipp Christoph (1621–1660) ⚭ Maria Amalia Rüdt von Collenberg, erbte Maienfels, keine Nachkommen
- Karl Dietrich († 1642), diente in der gallasischen Armee, blieb ledig
- Maria Elisabeth (* 1623)

⚭ Wilhelm Heinrich von Adelsheim
⚭ 29. Juni 1646 Philipp von Adelsheim (* 15. März 1610; † 18. März 1648)
- Hans Albrecht (1624–1685) ⚭ Anna Kunigunde Senfft von Sulburg (1629–1676)